# Липовњик (Топољчани)
Липовњик (слч. Lipovník) насељено је мјесто са административним статусом сеоске општине (слч. obec) у округу Топољчани, у Њитранском крају, Словачка Република.

## Становништво
| Година:    | 1994. | 2004.   | 2014.   | 2024.   |
| ---------- | ----- | ------- | ------- | ------- |
| Број људи: | 345   | 332     | 324     | 309     |
| Разлика:   |       | -3,76 % | -2,40 % | -4,62 % |

| Година:    | 2023. | 2024.   |
| ---------- | ----- | ------- |
| Број људи: | 311   | 309     |
| Разлика:   |       | -0,64 % |

Према подацима о броју становника из 2011. године насеље је имало 325 становника.